# Colle La Croce
Colle La Croce o più semplicemente La Croce è una montagna alta 1623 metri sul livello del mare sita nelle Marche, in Provincia di Macerata, nel Parco nazionale dei Monti Sibillini.

## Etimologia del nome
Il nome La Croce deriva dal fatto che sulla sua sommità si trova una croce.

## Paesi vicini
Alle pendici della Croce si trova Macchie, ma è possibile osservare dalla sua cima anche Vallinfante.

## Percorsi
La Croce è raggiungibile dal paese di Macchie, dal  Passo Cattivo e dalle  Porche di Vallinfante.